# Harrisia fragrans
Harrisia fragrans es una especie de plantas en la familia Cactaceae. 

## Distribución
Es endémica de Florida. Es una especie rara en la vida silvestre.

## Descripción
Harrisia fragrans crece vertical, inclinado o extendida escaladora, los tallos más o menos cilíndricos y hasta 5 metros de altura. Tiene diez a doce costillas, entre los areolas comprimidas se encuentran de 9 a 13 espinas en forma de aguja, de color gris con una punta de color amarillo y de 2 a 4 cm de largo. Las flores blancas a rosas, son fragantes y tienen una longitud de 12 a 20 centímetros. El fruto de color rojo mate, redondo u oval alcanza hasta 6 cm de diámetro y está cubierta con mechones de pelo largo.

## Taxonomía
Harrisia fragrans fue descrita por Small ex Britton & Rose y publicado en The Cactaceae; descriptions and illustrations of plants of the cactus family 2: 149–150, f. 216, pl. 19, f. 1–2. 1920.
Etimología
Ver: Harrisia
fragrans epíteto latino que significa "fragante, aromático".
Sinonimia
- Cereus eriophorus[3]